# HK P2A1
Die Signalpistole P2A1 von Heckler & Koch mit abkippbarem Lauf und Kunststoffgriffstück verschießt eine Reihe von Signal- bzw. Leucht-Fallschirm-Patronen im Kaliber 26,5 mm bis zu einer Höhe von 305 m bei einer Brennzeit von 6 bis 25 Sekunden. Sie wird sowohl von der Polizei und Bundeswehr als auch von Rettungsdiensten sowie der Luft- und Seeschifffahrt (Berufs- sowie Sportschifffahrt) eingesetzt.
Bei einer Länge von 200 mm (Lauflänge 155 mm) ist die Pistole 145 mm hoch und 38 mm breit. Das Gewicht beträgt ungeladen 520 g.
Für die Pistole gab es auch einen Umbausatz für den Abschuss von Tränengasgranaten. Dabei wurde von hinten ein Einstecklauf in den Lauf geschoben. Auf diesen wurde vorne ein Abschussbecher für die Granaten aufgeschraubt. Zum Verschießen waren spezielle Treibpatronen im Kaliber 7,62 × 51 mm NATO notwendig.

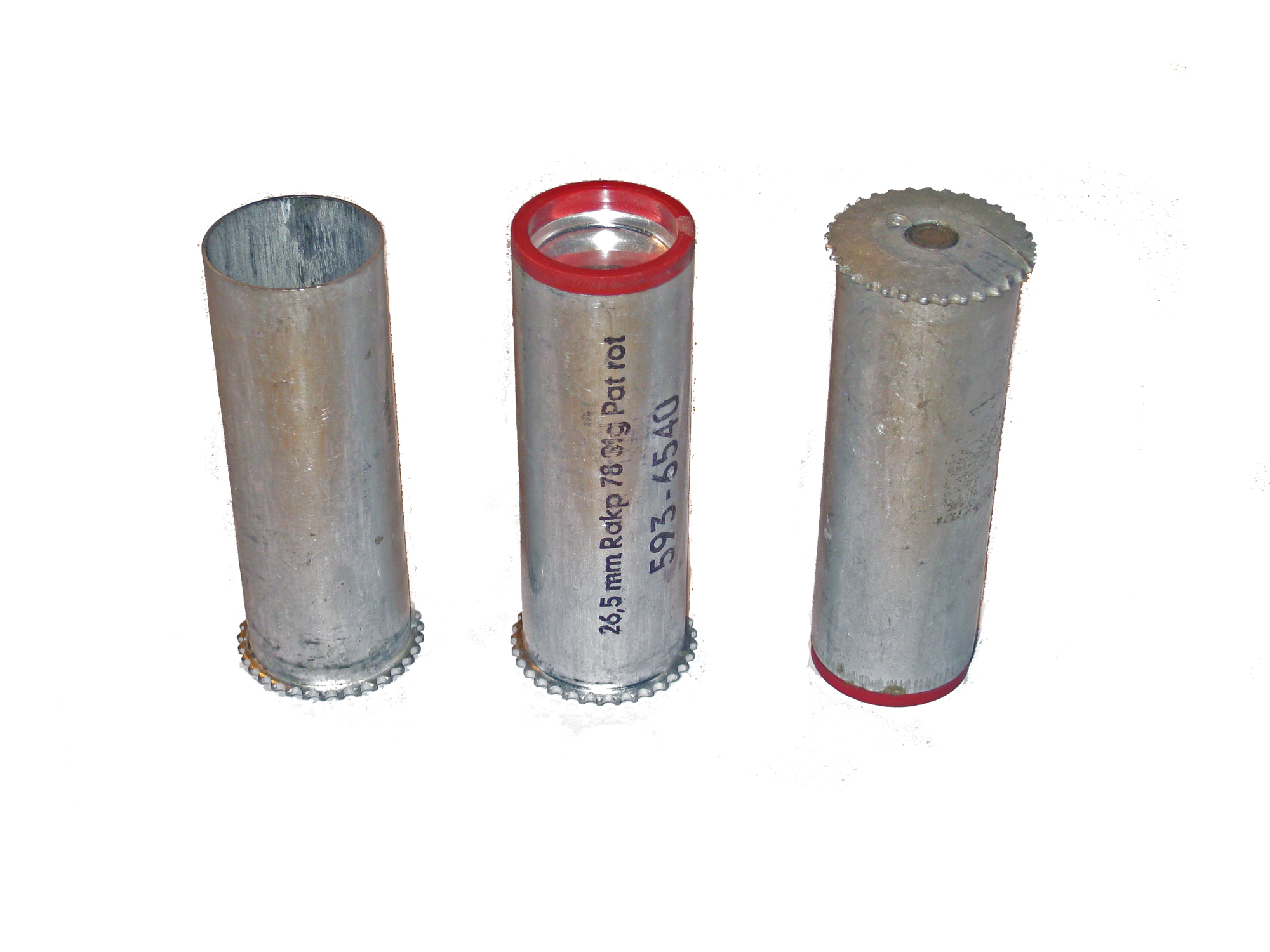
Signalpatrone rot

Für die Schweizer Armee wird diese Waffe in Lizenz bei W+F gefertigt und trägt die Bezeichnung Raketenpistole 78.